# All Saints Church (Puerto de la Cruz)

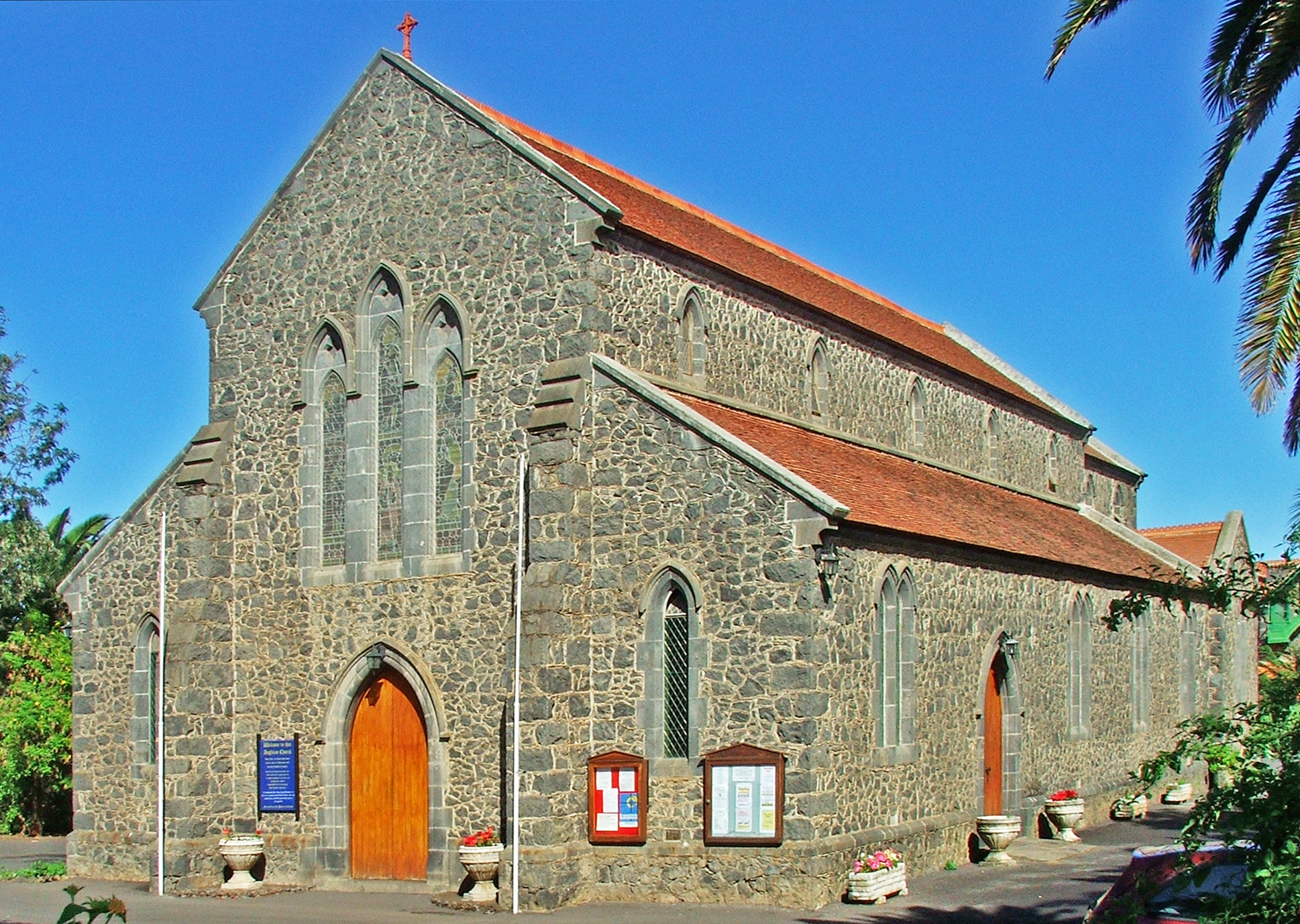
Anglikanische All Saints Church in Puerto de la Cruz, Teneriffa

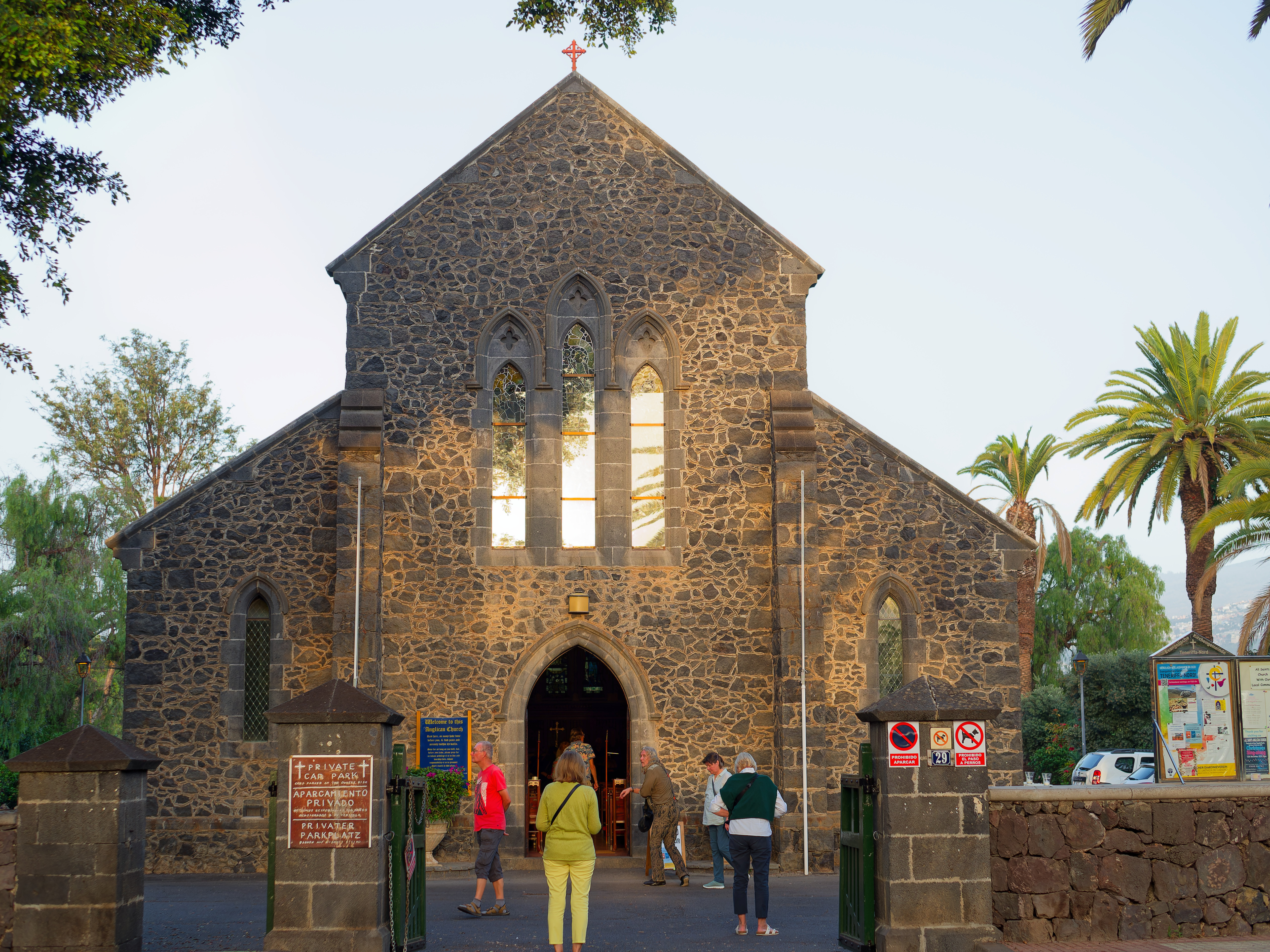
Die Kirche von Westen

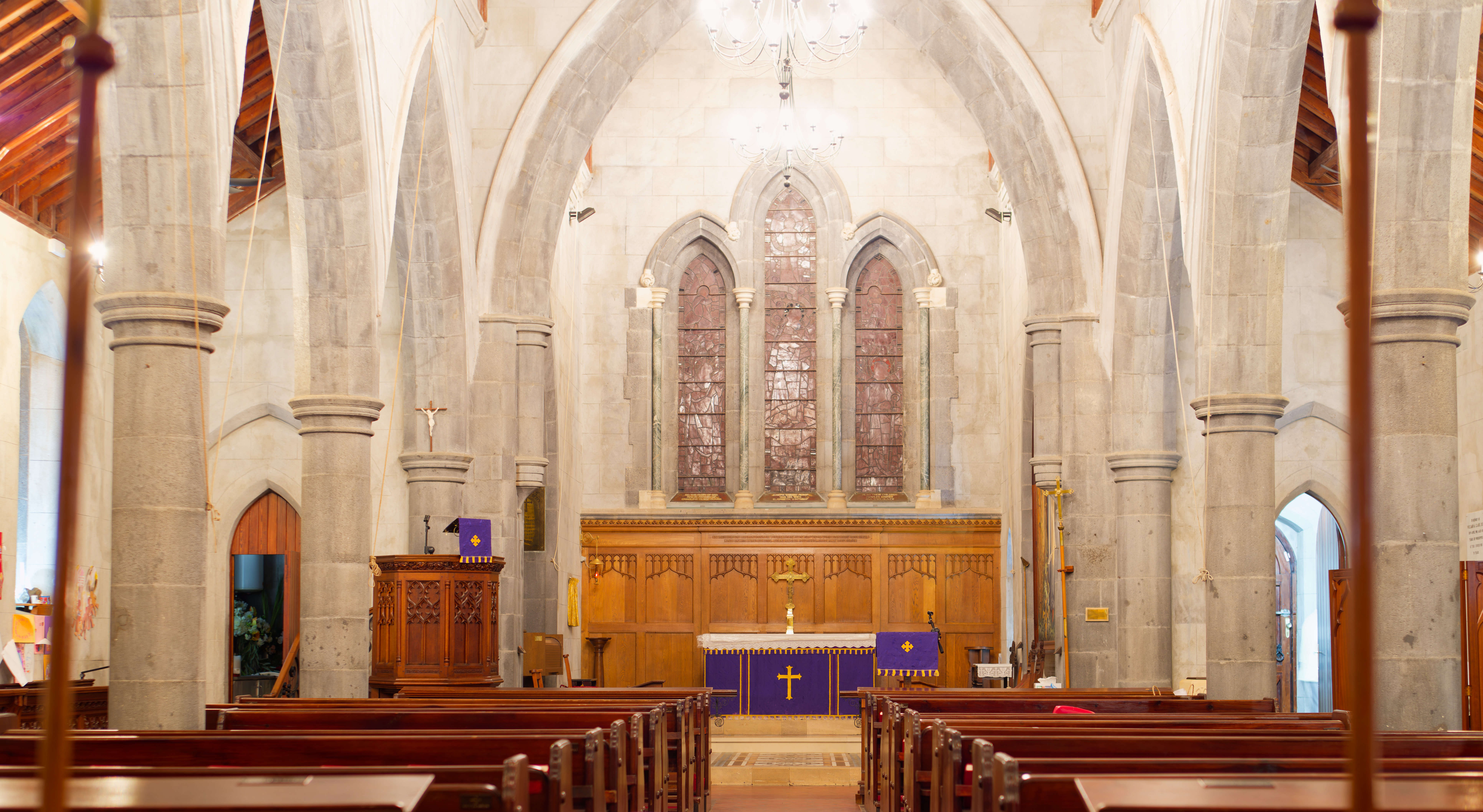
Hauptschiff, Chor und Altar

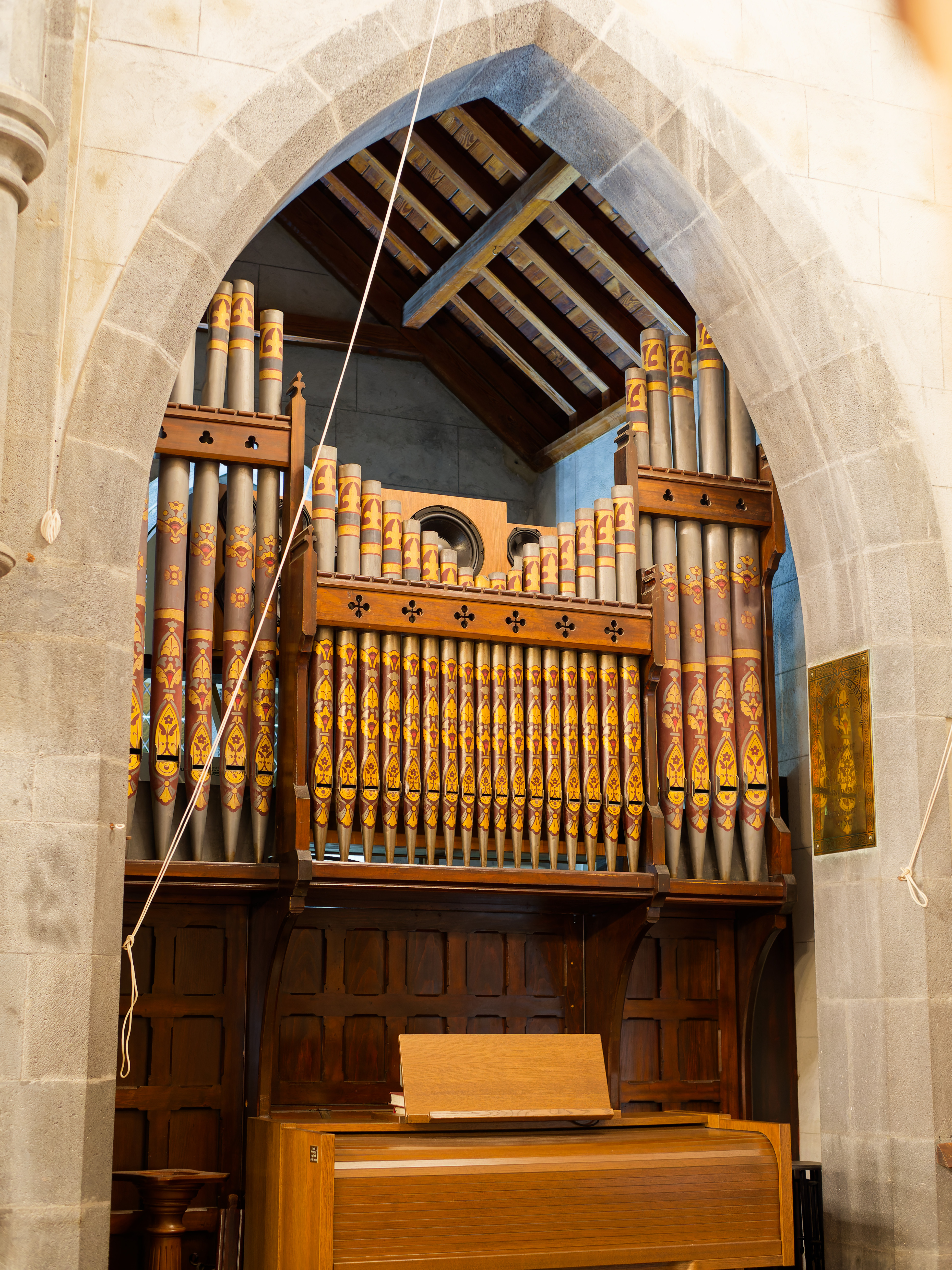
Die Orgel

Die All Saints Church ist die Pfarrkirche der Church of England in Puerto de la Cruz in der Provinz Santa Cruz de Tenerife in Spanien. Die Gemeinde gehört zum Bistum Europa mit Sitz des Erzbischofs in Gibraltar.  Das Kirchengebäude wird auch von der Gemeinde der deutschen evangelischen Kirche in Puerto de la Cruz genutzt.

## Geschichte der Gemeinde
Ein erster Hinweis auf die Anwesenheit von Mitgliedern der Anglikanischen Kirche in Puerto de la Cruz ist ein Friedhof außerhalb der Ortschaft nahe dem Castillo San Felipe, den König Ferdinand VI. 1747 genehmigte. Dort konnten Personen bestattet werden, denen ein Grab auf dem allgemeinen Friedhof verwehrt wurde, weil sie nicht katholisch getauft waren. Dieser Friedhof, genannt La Chercha (Verballhornung von The churchyard) besteht heute noch und wird von der anglikanischen Gemeinde unterhalten.
Die englischen Kaufleute, die sich ab dem 16. Jahrhundert in Puerto de la Orotava, dem heutigen Puerto de la Cruz, ansiedelten, durften anfangs ihre Religion zwar nicht öffentlich ausüben, wurden aber bei der privaten Ausübung von der Spanischen Inquisition nicht behelligt, da sie nicht katholisch getauft waren. Im Jahr 1605 unterzeichneten Jakob I. von England und Philipp III. von Spanien ein Abkommen, das es den in Spanien lebenden Engländern erlaubte, privat und in ihren Häusern Gottesdienste abzuhalten.
Nach der liberalen Revolution von 1869 kam es in Spanien zu einer Anerkennung der Religionsfreiheit. Zumindest allen in Spanien lebenden Ausländern wurde die öffentliche und private Ausübung eines anderen Kultes als des katholischen erlaubt. In Puerto de la Cruz fanden regelmäßig Gottesdienste nach dem Book of Common Prayer in Privathäusern statt. Im Haus der Familie Reid, deren Mitglieder häufig das Amt des Vizekonsuls innehatten, gab es einen passenden Raum, der von der größer werdenden Gemeinde genutzt wurde. Viele Teilnehmer der Gottesdienste waren nun aber nicht mehr in Puerto sesshafte Händler und ihre Familien, sondern nur zeitweise anwesende Engländer.
Der Tourismus war ein Wirtschaftszweig, der zu Ende des 19. Jahrhunderts auf Teneriffa an Bedeutung gewann. Die wichtigste Zielgruppe waren Mitglieder der englische Oberschicht, die ihre Lungenleiden auf den Kanarischen Inseln ausheilen wollten. Im Jahr 1890 wurde auf einem Gelände oberhalb der Stadt das Gran Hotel Taoro eröffnet. Als eine Maßnahme zur Verbesserung der touristischen Infrastruktur wurde u. a. eine englische Kirche angesehen. Aus diesem Grund überließ die Geschäftsleitung des Grand British Hotel der anglikanischen Gemeinde ein Grundstück in dem weitläufigen Park (heute Taoro-Park) mit der Auflage, dort eine Kirche zu bauen. Die Finanzierung erfolgte durch eine große Anzahl von Spenden der in Puerto wohnenden Mitglieder der Gemeinde, aber auch von Personen, die sich nur zeitweise auf der Insel aufhielten. Ab dem 1. November 1891, dem Festtag Allerheiligen, wurde sie regelmäßig genutzt. Die Weihe der Kirche fand aber erst am 15. Januar 1893 durch den anglikanischen Bischof von Sierra Leone statt, zu dessen Diözese die Kanarischen Inseln damals gehörten.
In den 1960er-Jahren wurde das Gebäude auch von der Schwedischen Kirche genutzt. Heute werden Sonntags abends Gottesdienste der deutschen evangelischen Kirchengemeinde abgehalten.

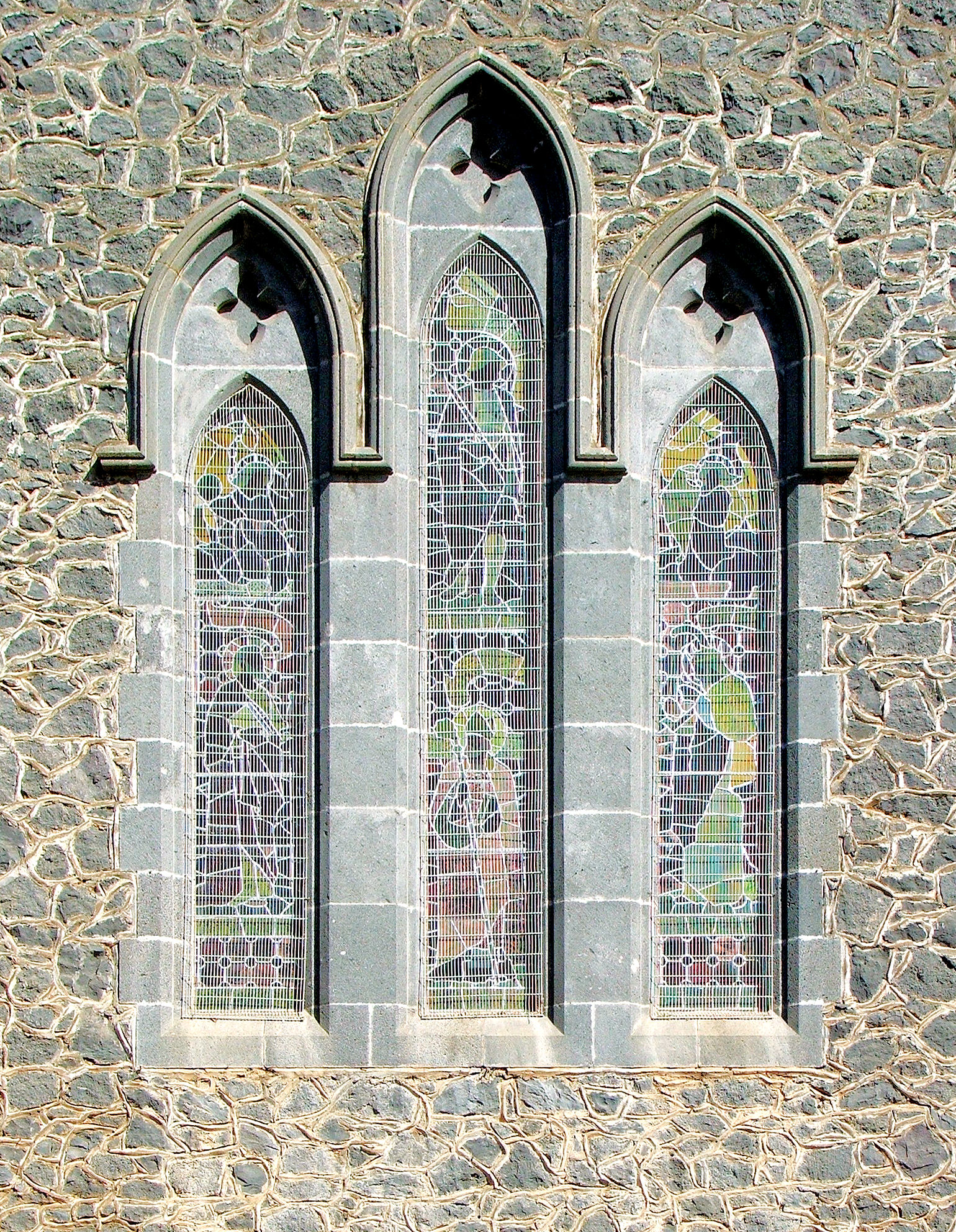
Westfenster

## Gebäude
Das Gebäude wurde von dem britischen Architekten Walter I. Wood entworfen. Es ist ein typisches Beispiel für die englische Neugotik (Gothic Revival). An ein Hauptschiff und zwei Seitenschiffe mit doppelten Spitzbogenfenstern schließt sich der Altarraum an. Die Mauern sind aus weitgehend unbehauenem örtlichem Basalt und auch im Kircheninneren nicht verputzt. An der Südwand befindet sich eine großflächige Wiedergabe des Wandbildes Das Licht der Welt, das der präraffaelitische Maler William Holman Hunt in den Jahren 1851 bis 1853 im Keble College in Oxford geschaffen hat. Im Jahre 2015 wurde eine neue elektronische in der Nordseite des Altarraumes eingebaut, die eine seit vielen Jahren nicht mehr bespielbare Orgel ersetzte. Es gibt bemerkenswerte Buntglasfenster. Das Ostfenster stellt den Glauben und die Hoffnung da, die dem Guten Hirten zur Seite stehen. Das dreigeteilte Westfenster zeigt die Figuren eines Propheten, eines Apostels, eines Erzbischofs und eines Märtyrers. Im südlichen Seitenschiff zeigt ein Fenster aus dem Jahr 1920 die zwei Propheten Daniel und Ezechiel. Das Fenster im nördlichen Seitenschiff zeigt die Taufe Jesu und den Heiligen Christophorus.

## Pfarrhaus
Das Pfarrhaus (Parsonage) ist ein Andenken an die Zeit, in der der Gesundheitstourismus auf der Insel an Bedeutung gewann und die englische Sprache und Kultur als wichtiges Entwicklungselement der Insel angesehen wurde. Das zweistöckige Gebäude wurde wie die Kirche aus örtlichem Granit errichtet. Auffallend sind die zum Garten geöffnete Veranda und die außenliegende überdachte Treppe zur Dachterrasse. Das Pfarrhaus wurde ähnlich wie die vielen Privathäuser dauerhaft auf der Insel lebender britischer Bürger als vornehme „Residenz“ errichtet, in der der Pfarrer mit seiner Familie und dem Dienstpersonal angemessen untergebracht werden konnte. Später wurde das Gebäude an die praktischen Bedürfnisse der Gemeinde angepasst. Im ersten Obergeschoss befanden sich die Privaträume des Pfarrers, im Erdgeschoss gab es einen Versammlungsraum, Verwaltungsräume, eine große Küche und Toiletten. In den letzten Jahren wurde das Gebäude mit der Unterstützung des Cabildo Insular de Tenerife von Grund auf renoviert.
Heute ist dort u. a. auch die Gemeindeverwaltung der Evangelischen Kirche deutscher Sprache untergebracht.

## Garden of Remembrance
Der Garden of Remembrance (Garten der Erinnerung) wurde angelegt, weil auf dem Friedhof „La Chercha“ kaum noch Beisetzungsmöglichkeiten neu genutzt werden können. Entlang der Südmauer des Kirchengrundstücks wird auf einem mit Rosenbüschen bepflanzten Bereich die Asche der Verstorbenen verstreut. Eine kleine Namenstafel erinnert an die hier Beerdigten.